# Charlotte Edwards Cup 2023
Der Charlotte Edwards Cup 2023 war die dritte Austragung des nationalen Twenty20-Wettbewerbes für Frauen in England, die zwischen dem 18. Mai und 11. Juni 2023 ausgetragen wurde. Im Finale konnten sich die Southern Vipers mit 7 Wickets gegen The Blaze durchsetzen.

## Format
Die acht Mannschaften spielten in einer Gruppe einmal gegen jede andere Mannschaft. Für einen Sieg gab es vier Punkte, für ein Unentschieden oder No Result zwei und für eine Niederlage keinen Punkt. Ein Bonuspunkt wurde vergeben, wenn bei einem Sieg die eigene Runzahl die des Gegners um das 1,25-fache überstieg, ein weiterer, wenn sie sogar mehr als das Doppelte des Gegners betrug. Des Weiteren war es möglich, dass Mannschaften Punkte abgezogen bekamen, wenn sie beispielsweise zu langsam spielten. Der Gruppenerste qualifizierte sich direkt für das Finale, während die Zweit- und Drittplatzierten ein Halbfinale bestritten. Der Sieger wird im K.-o.-System ausgespielt.

## Vorrunde
Tabelle
| Teams              | Sp. | S | N | U | R | NR | BP | Ded | Punkte | NRR    |
| ------------------ | --- | - | - | - | - | -- | -- | --- | ------ | ------ |
| The Blaze          | 7   | 7 | 0 | 0 | 0 | 0  | 4  | 0   | 32     | +1.765 |
| Southern Vipers    | 7   | 5 | 2 | 0 | 0 | 0  | 2  | 0   | 22     | +0.940 |
| North West Thunder | 7   | 4 | 3 | 0 | 0 | 0  | 2  | 0   | 18     | +0.331 |
| Northern Diamonds  | 7   | 4 | 3 | 0 | 0 | 0  | 1  | 0   | 17     | –0.129 |
| South East Stars   | 7   | 3 | 4 | 0 | 0 | 0  | 0  | 0   | 12     | –0.096 |
| Western Storm      | 7   | 3 | 4 | 0 | 0 | 0  | 0  | 0   | 12     | –0.512 |
| Central Sparks     | 7   | 2 | 5 | 0 | 0 | 0  | 0  | 0   | 8      | –0.558 |
| Sunrisers          | 7   | 0 | 7 | 0 | 0 | 0  | 0  | 0   | 0      | –1.717 |

## Endrunde

### Halbfinale
| 10. Juni Scorecard | Worcester | Southern Vipers 191-6 (20)          | – | North West Thunder 173-8 (20) |
|                    |           | Southern Vipers gewinnt mit 18 Runs |   |                               |

### Finale
| 10./11. Juni Scorecard | Worcester | The Blaze 114-8 (20)                  | – | Southern Vipers 118-3 (14.2) |
|                        |           | Southern Vipers gewinnt mit 7 Wickets |   |                              |